# Демидов, Семён Алексеевич
Семён Алексеевич Демидов (род. 3 сентября 2002, Дмитров, Московская область) — российский хоккеист, нападающий. Старший брат хоккеиста Ивана Демидова. Мастер спорта России (2023).

## Биография
Начинал заниматься хоккеем в Дмитрове, в сезоне 2012/13 играл за «Динамо» Москва. В 2014 году перешёл в подольский «Витязь». С сезона 2019/20 — игрок команды МХЛ «Русские витязи». В сезоне 2021/22 дебютировал в КХЛ за «Витязь», играл в ВХЛ за «Рязань». 18 ноября 2021 года вслед за братом перешёл в СКА, будучи обменянным на Степана Старкова. Выступал в МХЛ за «СКА-1946» (2021—2023), в ВХЛ за «СКА-Нева». 18 ноября 2024 года в домашнем матче против «Амура» (6:3) дебютировал за СКА в КХЛ.